# Davide Santon
Davide Santon (Portomaggiore, 2 gennaio 1991) è un ex calciatore italiano, di ruolo difensore.

## Biografia
Dalla relazione con l'inglese Chloe Sanderson sono nate due bambine. La coppia si è sposata a Roma il 26 agosto 2020 dopo nove anni di fidanzamento. Dopo il ritiro è rimasto a vivere nella Capitale e ha aperto un centro sportivo di calcio, tennis e padel sui lidi comacchiesi.

## Caratteristiche tecniche
Terzino di spinta, poteva giocare sia a destra sia a sinistra, o anche come esterno in un centrocampo a cinque. Era dotato anche nei fondamentali d'attacco, per via degli anni passati nelle giovanili giocando come centrocampista esterno e, alle volte, da attaccante. Possedeva una buona stazza fisica, un buon dribbling e una notevole capacità di corsa.
Calciatore molto promettente agli inizi della sua carriera, anche per via del suo approdo precoce nel calcio professionistico, ha però avuto un percorso di crescita fortemente condizionato da alcuni gravi infortuni, che l'hanno infine costretto al ritiro a soli 31 anni.
Nel 2010, è stato inserito nella lista dei migliori calciatori nati dopo il 1989 stilata da Don Balón.

## Carriera

### Club

#### Inter

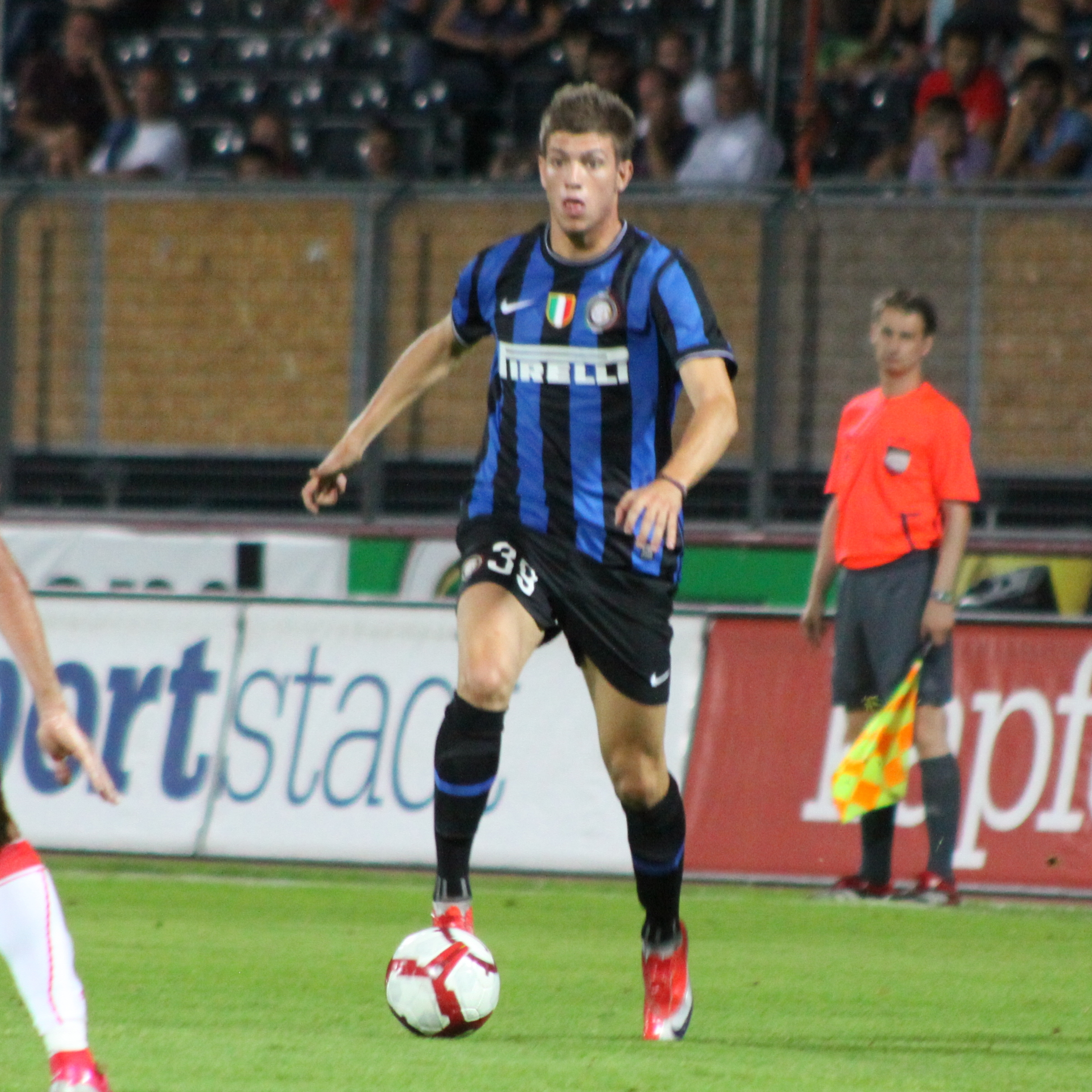
Santon con la maglia dell'Inter nel 2009

Cresciuto nel settore giovanile del Ravenna, a 14 anni passa nelle giovanili dell'Inter, con cui è stato campione nazionale Allievi, vincitore nel 2008 del Torneo di Viareggio e finalista della finale scudetto del Campionato Primavera.
Dopo aver preso parte al ritiro estivo della prima squadra nel corso dell'estate 2008, il 21 gennaio 2009, a 18 anni, fa il suo debutto tra i professionisti disputando da titolare la sfida ai quarti di Coppa Italia vinta contro la Roma (2-1). Quattro giorni più tardi ottiene la sua prima presenza in Serie A, in occasione della vittoriosa gara contro la Sampdoria (1-0). Impiegato con continuità e apprezzato dal tecnico nerazzurro José Mourinho, il 24 febbraio 2009 disputa la sua prima gara in UEFA Champions League, partendo da titolare nella sfida contro il Manchester Utd (0-0): nel corso della gara si distingue peraltro per una costantemente efficace marcatura sull'avversario Cristiano Ronaldo. Al termine della stagione si fregia della conquista del campionato italiano, venendo inoltre incluso dall'UEFA nella lista dei dieci giovani più promettenti del panorama continentale.
Arretrato nelle gerarchie di squadra nel corso della stagione 2009-2010, resta a lungo lontano dai campi a causa di un infortunio al menisco destro rimediato con la nazionale italiana Under-21. Corona tuttavia il proprio palmarès con il triplete nerazzurro. Trova nuovamente poco spazio con il tecnico Rafael Benítez, concludendo a fine 2010 la sua prima esperienza in nerazzurro con la conquista del mondiale per club.

#### Prestito al Cesena e Newcastle
Il 31 gennaio 2011 viene prelevato in prestito secco dal Cesena, nell'ambito di una trattativa che conduce il bianconero Yūto Nagatomo a Milano. Esordisce col club romagnolo il 2 febbraio successivo, disputando da titolare la gara di campionato contro il Catania (1-1).
Di rientro all'Inter, il 30 agosto 2011 viene ceduto a titolo definitivo al Newcastle Utd, al prezzo di 6 milioni di euro. Con gli inglesi firma un contratto quinquennale. Esordisce con le Magpies il 16 ottobre successivo, subentrando nella ripresa della gara di Premier League contro il Tottenham (2-2). Dopo alcuni mesi trascorsi come riserva, a partire da metà dicembre 2011 viene schierato con continuità dal tecnico Alan Pardew.
Confermato anche per la successiva stagione, il 17 marzo 2013 Santon mette a segno il suo primo (e che si rivelerà essere anche l'unico in carriera) centro tra i professionisti, in occasione della sconfitta di campionato contro il Wigan (2-1). Al termine della stagione accumula 38 presenze, risultando uno dei giocatori più impiegati tra i bianconeri. Più sofferte sono le due stagioni seguenti, nel corso delle quali l'italiano rimedia non di rado infortuni che ne pregiudicano la continuità prestazionale.

#### Ritorno all'Inter
Il 2 febbraio 2015 il terzino si accasa nuovamente all'Inter, che lo preleva in prestito con diritto di riscatto fissato a 3,8 milioni, obbligatorio in caso di raggiungimento di dieci presenze da titolare. Fa il suo secondo esordio in nerazzurro il 4 febbraio seguente, partendo da titolare nella sfida ai quarti di Coppa Italia persa contro il Napoli (1-0). Divenuto prima scelta del tecnico Roberto Mancini sia come terzino sinistro sia come terzino destro a causa di ricorrenti infortuni nella rosa della Beneamata, il 19 marzo 2015 viene ufficialmente riscattato dal club milanese.
Inizia la stagione 2015-2016 come terzino destro titolare dell'Inter, fornendo prestazioni convincenti. Nel corso dell'annata, tuttavia, arretra nuovamente nelle gerarchie, in favore di Nagatomo e Alex Telles. Nell'estate successiva è ceduto al Napoli per 5 milioni di euro, il calciatore però non supera le visite mediche e resta in nerazzurro; in seguito, nella stessa sessione di calciomercato, ciò accade anche con il West Ham Utd. Altalenante però è anche la continuità nella stagione 2016-2017, complici soprattutto le scelte tattiche del tecnico Stefano Pioli (sotto la cui guida, durata ventisette gare, Santon viene impiegato solamente due volte). Dopo una prolungata assenza, torna in campo il 21 maggio 2017, nella gara di campionato vinta contro la Lazio (1-3).
Pur non prendendo parte al ritiro estivo del 2017 a causa di un infortunio al polpaccio destro, il terzino viene riconfermato da Luciano Spalletti. Torna in campo il 15 ottobre 2017, nel derby di campionato vinto contro il Milan (3-2): si tratta della duecentesima presenza di Santon tra i professionisti. Il 19 novembre successivo torna a disputare una gara da titolare, in occasione del successo sull'Atalanta (2-0). Di gara in gara, Santon torna tra le prime scelte della rosa interista, scalzando Nagatomo e Dalbert. Il 3 dicembre 2017, in occasione del trionfo casalingo sul Chievo (5-0), l'italiano timbra la sua centesima presenza in assoluto con l'Inter. Deludente è il suo ultimo semestre con la Beneamata: le negative e ampiamente criticate prestazioni contro Roma e Juventus lo conducono infatti ai margini della rosa.

#### Roma
Il 26 giugno 2018 viene acquisito a titolo definitivo dalla Roma per un valore pari a 9,5 milioni di euro, venendo incluso nell'operazione di calciomercato che segna l'approdo in nerazzurro di Radja Nainggolan e il contestuale trasferimento di Nicolò Zaniolo ai capitolini. Debutta in giallorosso il 31 agosto seguente, subentrando a Rick Karsdorp nella ripresa del match perso contro il Milan (2-1). Timbra la sua prima presenza in giallorosso in Champions League il 23 ottobre 2018, partendo da titolare nel successo casalingo sul CSKA Mosca (3-0).
Confermato come riserva da Paulo Fonseca nell'estate 2019, il 3 ottobre 2019 debutta in giallorosso in Europa League, in occasione della gara contro il Wolfsberger (1-1). Nei due anni trascorsi sotto la guida del tecnico portoghese, Santon viene progressivamente messo ai margini della rosa capitolina, complici sia le prestazioni insufficienti sia i frequenti guai fisici.
Nell'estate 2021 ritrova come allenatore Mourinho, con cui aveva esordito tra i professionisti: ciononostante, il terzino viene messo fuori rosa.

#### Ritiro
Il 9 settembre 2022, dopo essere rimasto senza contratto dal giugno precedente, Santon annuncia il suo ritiro dal calcio giocato durante un'intervista al portale TuttomercatoWeb, indicando la forte precarietà fisica (e in particolare, i gravi infortuni a entrambe le ginocchia) come motivo principale della sua decisione. Dopo essere stato affiancato da un mental coach dal 2018 durante la seconda esperienza all’Inter, dopo il ritiro a causa della depressione ha dovuto intraprendere un percorso con uno psicologo.

### Nazionale

#### Nazionali giovanili
Ha fatto la trafila delle nazionali giovanili, giocando con l'Under-16 e l'Under-17, dalla quale nel 2008 è passato direttamente all'Under-20.
Il 31 marzo 2009 esordisce nella nazionale Under-21, guidata da Pierluigi Casiraghi, giocando titolare nella partita amichevole Paesi Bassi-Italia (1-1).
Dopo l'esordio in nazionale maggiore rimane comunque nel giro dell'Under-21, e partecipa ai play-off per le qualificazioni all'Europeo Under-21 nei quali l'Italia viene eliminata dalla Bielorussia. All'inizio del biennio successivo, con il nuovo CT Ciro Ferrara, diventa il capitano degli Azzurrini fino all'arrivo di Devis Mangia nel 2012, che lo esclude dalle convocazioni.

#### Nazionale maggiore
Il CT Marcello Lippi lo convoca per la prima volta in nazionale, con la quale esordisce il 6 giugno 2009, a 18 anni e 5 mesi, giocando titolare come terzino destro nell'amichevole Italia-Irlanda del Nord (3-0) disputata a Pisa. Viene quindi inserito nella lista dei 23 convocati per la Confederations Cup 2009, nella quale tuttavia non viene impiegato.
Dopo poco più di un anno di assenza, torna in nazionale con il CT Cesare Prandelli, che il 17 novembre 2010 lo impiega da titolare nella partita amichevole contro la Romania disputata a Klagenfurt. Rientra nel giro della nazionale con la convocazione per l'amichevole contro la Francia nel novembre 2012, e il 6 febbraio 2013 viene schierato da titolare come terzino sinistro durante l'amichevole contro i Paesi Bassi (1-1) disputata all'Amsterdam Arena.
Dopo due anni di assenza viene convocato in nazionale dal CT Antonio Conte per l'amichevole contro l'Inghilterra del 31 marzo 2015, nella quale non viene tuttavia impiegato.

## Statistiche

### Presenze e reti nei club
| Stagione         | Squadra          | Campionato       | Campionato | Campionato | Coppe nazionali | Coppe nazionali | Coppe nazionali | Coppe continentali | Coppe continentali | Coppe continentali | Altre coppe | Altre coppe | Altre coppe | Totale | Totale |
| Stagione         | Squadra          | Comp             | Pres       | Reti       | Comp            | Pres            | Reti            | Comp               | Pres               | Reti               | Comp        | Pres        | Reti        | Pres   | Reti   |
| ---------------- | ---------------- | ---------------- | ---------- | ---------- | --------------- | --------------- | --------------- | ------------------ | ------------------ | ------------------ | ----------- | ----------- | ----------- | ------ | ------ |
| 2008-2009        | Inter            | A                | 16         | 0          | CI              | 2               | 0               | UCL                | 2                  | 0                  | SI          | 0           | 0           | 20     | 0      |
| 2009-2010        | Inter            | A                | 12         | 0          | CI              | 2               | 0               | UCL                | 1                  | 0                  | SI          | 0           | 0           | 15     | 0      |
| 2010-gen. 2011   | Inter            | A                | 12         | 0          | CI              | 1               | 0               | UCL                | 4                  | 0                  | SI+SU+Cmc   | 0+0+1       | 0           | 18     | 0      |
| gen.-giu. 2011   | Cesena           | A                | 11         | 0          | CI              | 0               | 0               | -                  | -                  | -                  | -           | -           | -           | 11     | 0      |
| 2011-2012        | Newcastle Utd    | PL               | 24         | 0          | FACup+CdL       | 2+1             | 0               | -                  | -                  | -                  | -           | -           | -           | 27     | 0      |
| 2012-2013        | Newcastle Utd    | PL               | 31         | 1          | FACup+CdL       | 1+0             | 0               | UEL                | 6                  | 0                  | -           | -           | -           | 38     | 1      |
| 2013-2014        | Newcastle Utd    | PL               | 27         | 0          | FACup+CdL       | 1+0             | 0               | -                  | -                  | -                  | -           | -           | -           | 28     | 0      |
| 2014-gen. 2015   | Newcastle Utd    | PL               | 0          | 0          | FACup+CdL       | 1+0             | 0               | -                  | -                  | -                  | -           | -           | -           | 1      | 0      |
| Totale Newcastle | Totale Newcastle | Totale Newcastle | 82         | 1          |                 | 6               | 0               |                    | 6                  | 0                  |             | -           | -           | 94     | 1      |
| gen.-giu. 2015   | Inter            | A                | 9          | 0          | CI              | 1               | 0               | UEL                | 4                  | 0                  | -           | -           | -           | 14     | 0      |
| 2015-2016        | Inter            | A                | 12         | 0          | CI              | 1               | 0               | -                  | -                  | -                  | -           | -           | -           | 13     | 0      |
| 2016-2017        | Inter            | A                | 14         | 0          | CI              | 0               | 0               | UEL                | 1                  | 0                  | -           | -           | -           | 15     | 0      |
| 2017-2018        | Inter            | A                | 15         | 0          | CI              | 0               | 0               | -                  | -                  | -                  | -           | -           | -           | 15     | 0      |
| Totale Inter     | Totale Inter     | Totale Inter     | 90         | 0          |                 | 7               | 0               |                    | 12                 | 0                  |             | 1           | 0           | 110    | 0      |
| 2018-2019        | Roma             | A                | 17         | 0          | CI              | 0               | 0               | UCL                | 4                  | 0                  | -           | -           | -           | 21     | 0      |
| 2019-2020        | Roma             | A                | 15         | 0          | CI              | 1               | 0               | UEL                | 5                  | 0                  | -           | -           | -           | 21     | 0      |
| 2020-2021        | Roma             | A                | 10         | 0          | CI              | 0               | 0               | UEL                | 1                  | 0                  | -           | -           | -           | 11     | 0      |
| 2021-2022        | Roma             | A                | -          | -          | CI              | -               | -               | UECL               | -                  | -                  | -           | -           | -           | 0      | 0      |
| Totale Roma      | Totale Roma      | Totale Roma      | 42         | 0          |                 | 1               | 0               |                    | 10                 | 0                  |             | -           | -           | 53     | 0      |
| Totale carriera  | Totale carriera  | Totale carriera  | 225        | 1          |                 | 14              | 0               |                    | 28                 | 0                  |             | 1           | 0           | 268    | 1      |

### Cronologia presenze e reti in nazionale
| Cronologia completa delle presenze e delle reti in nazionale ― Italia | Cronologia completa delle presenze e delle reti in nazionale ― Italia | Cronologia completa delle presenze e delle reti in nazionale ― Italia | Cronologia completa delle presenze e delle reti in nazionale ― Italia | Cronologia completa delle presenze e delle reti in nazionale ― Italia | Cronologia completa delle presenze e delle reti in nazionale ― Italia | Cronologia completa delle presenze e delle reti in nazionale ― Italia | Cronologia completa delle presenze e delle reti in nazionale ― Italia |
| Data                                                                  | Città                                                                 | In casa                                                               | Risultato                                                             | Ospiti                                                                | Competizione                                                          | Reti                                                                  | Note                                                                  |
| --------------------------------------------------------------------- | --------------------------------------------------------------------- | --------------------------------------------------------------------- | --------------------------------------------------------------------- | --------------------------------------------------------------------- | --------------------------------------------------------------------- | --------------------------------------------------------------------- | --------------------------------------------------------------------- |
| 6-6-2009                                                              | Pisa                                                                  | Italia                                                                | 3 – 0                                                                 | Irlanda del Nord                                                      | Amichevole                                                            | -                                                                     |                                                                       |
| 10-6-2009                                                             | Pretoria                                                              | Italia                                                                | 4 – 3                                                                 | Nuova Zelanda                                                         | Amichevole                                                            | -                                                                     | 61’                                                                   |
| 12-8-2009                                                             | Basilea                                                               | Svizzera                                                              | 0 – 0                                                                 | Italia                                                                | Amichevole                                                            | -                                                                     |                                                                       |
| 5-9-2009                                                              | Tbilisi                                                               | Georgia                                                               | 0 – 2                                                                 | Italia                                                                | Qual. Mondiali 2010                                                   | -                                                                     | 71’                                                                   |
| 14-10-2009                                                            | Parma                                                                 | Italia                                                                | 3 – 2                                                                 | Cipro                                                                 | Qual. Mondiali 2010                                                   | -                                                                     |                                                                       |
| 17-11-2010                                                            | Klagenfurt am Wörthersee                                              | Romania                                                               | 1 – 1                                                                 | Italia                                                                | Amichevole                                                            | -                                                                     |                                                                       |
| 29-3-2011                                                             | Kiev                                                                  | Ucraina                                                               | 0 – 2                                                                 | Italia                                                                | Amichevole                                                            | -                                                                     | 56’                                                                   |
| 6-2-2013                                                              | Amsterdam                                                             | Paesi Bassi                                                           | 1 – 1                                                                 | Italia                                                                | Amichevole                                                            | -                                                                     |                                                                       |
| Totale                                                                |                                                                       | Presenze                                                              | 8                                                                     |                                                                       | Reti                                                                  | 0                                                                     |                                                                       |

| Cronologia completa delle presenze e delle reti in nazionale ― Italia under 21 | Cronologia completa delle presenze e delle reti in nazionale ― Italia under 21 | Cronologia completa delle presenze e delle reti in nazionale ― Italia under 21 | Cronologia completa delle presenze e delle reti in nazionale ― Italia under 21 | Cronologia completa delle presenze e delle reti in nazionale ― Italia under 21 | Cronologia completa delle presenze e delle reti in nazionale ― Italia under 21 | Cronologia completa delle presenze e delle reti in nazionale ― Italia under 21 | Cronologia completa delle presenze e delle reti in nazionale ― Italia under 21 |
| Data                                                                           | Città                                                                          | In casa                                                                        | Risultato                                                                      | Ospiti                                                                         | Competizione                                                                   | Reti                                                                           | Note                                                                           |
| ------------------------------------------------------------------------------ | ------------------------------------------------------------------------------ | ------------------------------------------------------------------------------ | ------------------------------------------------------------------------------ | ------------------------------------------------------------------------------ | ------------------------------------------------------------------------------ | ------------------------------------------------------------------------------ | ------------------------------------------------------------------------------ |
| 31-3-2009                                                                      | Kerkrade                                                                       | Paesi Bassi under 21                                                           | 1 – 1                                                                          | Italia under 21                                                                | Amichevole                                                                     | -                                                                              |                                                                                |
| 13-11-2009                                                                     | Gyor                                                                           | Ungheria under 21                                                              | 2 – 0                                                                          | Italia under 21                                                                | Qual. Europeo Under-21 2011                                                    | -                                                                              |                                                                                |
| 17-11-2009                                                                     | Lussemburgo                                                                    | Lussemburgo under 21                                                           | 0 – 4                                                                          | Italia under 21                                                                | Qual. Europeo Under-21 2011                                                    | -                                                                              |                                                                                |
| 8-10-2010                                                                      | Rieti                                                                          | Italia under 21                                                                | 2 – 0                                                                          | Bielorussia under 21                                                           | Qual. Europeo Under-21 2011                                                    | -                                                                              |                                                                                |
| 12-10-2010                                                                     | Borisov                                                                        | Bielorussia under 21                                                           | 3 – 0                                                                          | Italia under 21                                                                | Qual. Europeo Under-21 2011                                                    | -                                                                              |                                                                                |
| 8-2-2011                                                                       | Empoli                                                                         | Italia under 21                                                                | 1 – 0                                                                          | Inghilterra under 21                                                           | Amichevole                                                                     | -                                                                              | cap.                                                                           |
| 13-4-2011                                                                      | Padova                                                                         | Italia under 21                                                                | 2 – 0                                                                          | Russia under 21                                                                | Amichevole                                                                     | -                                                                              | 46’                                                                            |
| 1-6-2011                                                                       | Tolone                                                                         | Costa d'Avorio under 21                                                        | 2 – 0                                                                          | Italia under 21                                                                | Torneo di Tolone                                                               | -                                                                              | cap.                                                                           |
| 3-6-2011                                                                       | Saint-Raphaël                                                                  | Italia under 21                                                                | 1 – 1                                                                          | Portogallo under 21                                                            | Torneo di Tolone                                                               | -                                                                              | 48’                                                                            |
| 5-6-2011                                                                       | Le Lavandou                                                                    | Colombia under 21                                                              | 1 – 1                                                                          | Italia under 21                                                                | Torneo di Tolone                                                               | -                                                                              | cap.                                                                           |
| 8-6-2011                                                                       | Tolone                                                                         | Francia under 21                                                               | 1 – 0                                                                          | Italia under 21                                                                | Torneo di Tolone                                                               | -                                                                              | cap.                                                                           |
| 10-8-2011                                                                      | Varese                                                                         | Italia under 21                                                                | 1 – 1                                                                          | Svizzera under 21                                                              | Amichevole                                                                     | -                                                                              | cap.                                                                           |
| 6-9-2011                                                                       | Székesfehérvár                                                                 | Ungheria under 21                                                              | 0 – 3                                                                          | Italia under 21                                                                | Qual. Europeo Under-21 2013                                                    | -                                                                              | cap.                                                                           |
| 6-10-2011                                                                      | Vaduz                                                                          | Liechtenstein under 21                                                         | 2 – 7                                                                          | Italia under 21                                                                | Qual. Europeo Under-21 2013                                                    | -                                                                              | cap.                                                                           |
| 11-10-2011                                                                     | Rieti                                                                          | Italia under 21                                                                | 2 – 0                                                                          | Turchia under 21                                                               | Qual. Europeo Under-21 2013                                                    | -                                                                              | cap.                                                                           |
| 28-2-2012                                                                      | Cannes                                                                         | Francia under 21                                                               | 1 – 1                                                                          | Italia under 21                                                                | Amichevole                                                                     | -                                                                              | cap.                                                                           |
| 4-6-2012                                                                       | Sligo                                                                          | Irlanda under 21                                                               | 2 – 2                                                                          | Italia under 21                                                                | Qual. Europeo Under-21 2013                                                    | -                                                                              | cap.                                                                           |
| Totale                                                                         |                                                                                | Presenze                                                                       | 17                                                                             |                                                                                | Reti                                                                           | 0                                                                              |                                                                                |

## Palmarès

### Competizioni giovanili
- Campionato Nazionale Under-15: 1

Inter: 2005-2006
- Campionato Allievi Nazionali: 1

Inter: 2007-2008
- Torneo di Viareggio: 1

Inter: 2008

### Competizioni nazionali
- Supercoppa italiana: 2

Inter: 2008, 2010
- Campionato italiano: 2

Inter: 2008-2009, 2009-2010
- Coppa Italia: 1

Inter: 2009-2010

### Competizioni internazionali
- UEFA Champions League: 1

Inter: 2009-2010
- Coppa del mondo per club: 1

Inter: 2010